# 廣瀬昌也
廣瀬昌也（ひろせ まさや、1967年5月4日 - ）は、茨城県出身のバスケットボール選手・指導者である。

## 人物
明大中野高校から青山学院大学に進学。1989年にインカレで優秀選手に選出される。
卒業後は熊谷組に入社。1992年には2冠に貢献する。
休部に伴い、大和証券に移籍。
1998年に現役引退し、アシスタントコーチに就任。翌年にヘッドコーチに昇格。同年にはABSL日本代表のアシスタントコーチも務める。
2000年、大和証券休部により発足された新潟アルビレックスの初代ヘッドコーチに就任。なお、新潟スポーツプロモーションの社員として契約を行っていた。
2001年、日本リーグコーチオブザイヤー受賞。同年、日本代表アシスタントコーチ、同年と2003年にはユニバーシアード日本代表コーチも務める。
2005年、日本プロバスケットボールリーグ（bjリーグ）発足に当たり、新潟スポーツプロモーションを退社しプロコーチとなる。
オールスターの東軍監督に第1回沖縄・第2回新潟両大会共に担当し、勝利した。
2011年5月　契約満了により新潟アルビレックスBBヘッドコーチ退任（11年間）。同年8月にTGI D-RISEのアドバイザリーコーチに就任。
2014年、青山学院大学ヘッドコーチ就任。

## 経歴
- 明大中野高 - 青山学院大学 - 熊谷組（1990年〜1994年） - 大和証券（1994年〜1998年） - 大和証券AC（1998年〜1999年） - 大和証券/新潟HC（1999年〜2011年）- TGI･DライズAC（2011年～）

## 日本代表歴
- 1988アジアジュニア選手権
- 1991ユニバーシアード